# Agnonide
Agnonide, figlio di Nicoxeno del demo di Pergase (in greco antico: Ἁγνωνίδης?, Agnonídes, in latino Hagnonĭdes; IV secolo a.C. – Atene, 317 a.C.), è stato un politico ateniese.
Nel 324 a.C. venne implicato nell'affare di Arpalo. Dopo la caduta dell'oligarchia ad Atene, accusò nel 318 a.C. Focione e fu tra i restauratori della democrazia. Venuto al potere Demetrio Falereo, fu condannato a morte nel 317 a.C.